# West-Armenië

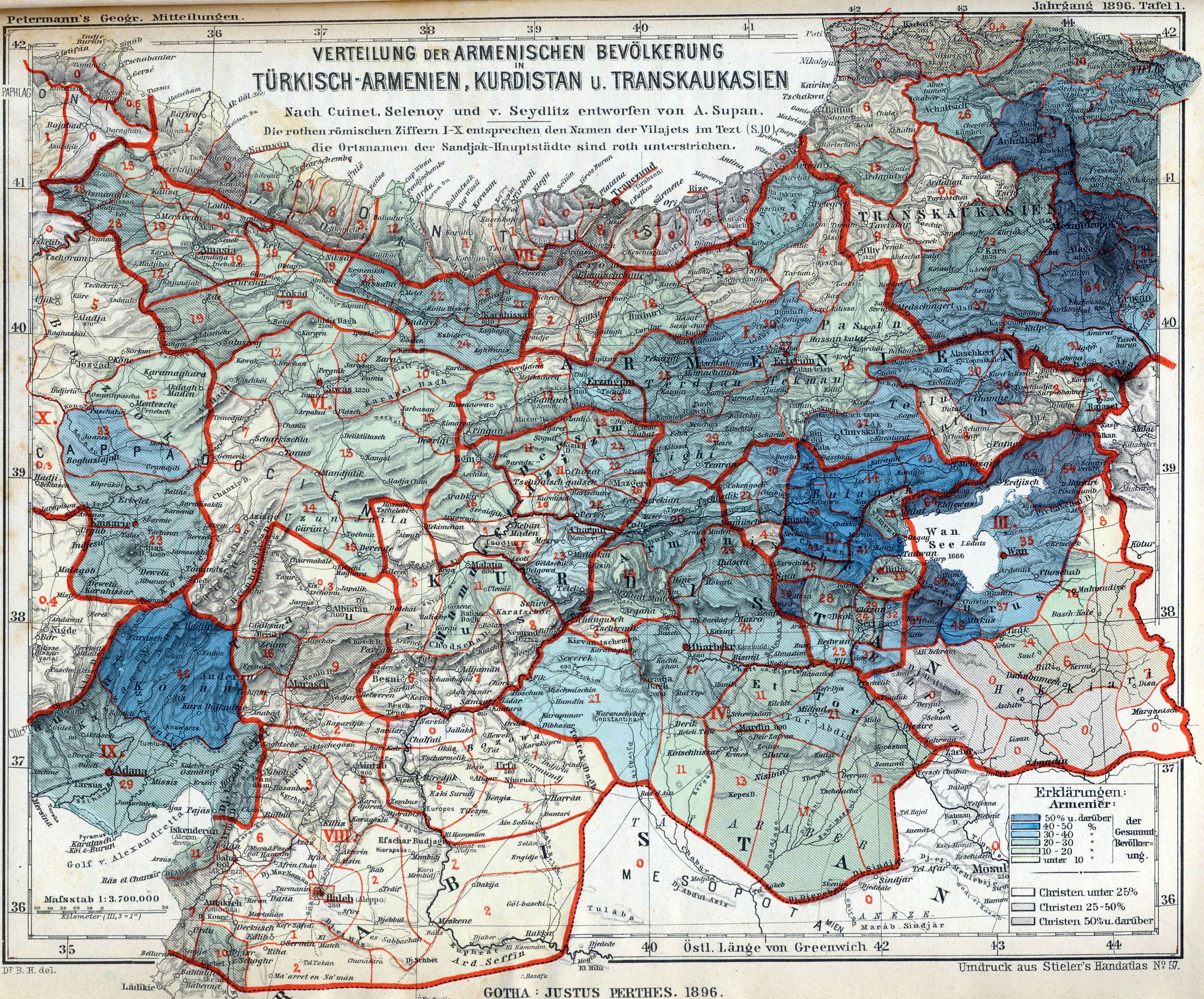
Duitse kaart met de vilajets (1896): het donkerste blauw geeft een Armeense meerderheid aan, lichter blauw een belangrijke minderheid

West-Armenië (Armeens: Արեւմտեան Հայաստան, Arevmdian Hayasdan) of de verloren provincies van Armenië is het deel van Armenië dat na het Verdrag van Sèvres bij het Ottomaanse Rijk bleef.
Binnen dit gebied lagen de vilajets Erzurum, Van, Bitlis, Diyâr-ı Bekr (Koerdistan), Mamuret ül-Aziz en Sivas, alle met een Armeense meerderheid. Het oostelijk deel van Armenië werd in 1829 door de Russen op de Perzen werd veroverd en als Russisch Armenië geannexeerd. 
Tussen 1894 en 1896 vonden in West-Armenië grootschalige massamoorden op Armeniërs plaats. Met de val van het Ottomaanse Rijk eind 19e, begin 20e eeuw, waarbij de Armeense genocide plaatsvond, wisten Armeense nationalisten onder Russische bescherming (Kaukasusveldtocht) een Bestuur voor West-Armenië ("Vrij Vaspurakan") te vestigen in 1915. In 1918 was het Russische leger echter ingestort als gevolg van de Russische Revolutie en de Republiek Armenië kon het westen niet te hulp komen, zodat het prille Armeense bestuur weer omvergeworpen werd door de Turkse legers. Bij het Verdrag van Sèvres (1920) werd de onafhankelijkheid van West-Armenië geregeld, maar door de politieke omwenteling (onder andere onder invloed van Mustafa Kemal Atatürk, die in eerste instantie niet akkoord ging met dit verdrag en vroeg om een nieuw verdrag) kwam het gebied in handen van het nieuwe Turkije. Dit deel is sindsdien (opnieuw) opgedeeld in verschillende Turkse provincies. Armeense irredentisten claimen het gebied nog altijd als onderdeel van een geprojecteerd Groot-Armenië.

## Trivia
- De rechtopstaande gedenkstenen van het Armeense Genocidemonument refereren aan de 12 aan Turkije verloren Armeense provincies.